# 極道社長
『極道社長』（ごくどうしゃちょう）は、1975年の日本映画。主演：梅宮辰夫、監督：中島貞夫、配給：東映。
不景気な世の中を生き抜くためにアイデア商売で金儲けを企むアウトローたちの姿をコメディタッチで描いた作品。主演・梅宮の脇を室田日出男、川谷拓三、橘麻紀、志賀勝、岩尾正隆、松本泰郎、成瀬正、野口貴史の「ピラニア軍団」が固める、「ピラニアムービー」の一作である。監督の中島貞夫は「村長」としてピラニア軍団に名を連ねていた。
封切り時の同時上映は『東京ふんどし芸者』（主演：堀めぐみ、監督：野田幸男）。

## ストーリー
京都。偶然出会ったチンピラ・小岩大五郎と六条勝男は、不況に強い葬祭業や屎尿処理業を開業して軌道に乗せるが、そのたびにペテンを働かせる金貸し・三井住友の策略にはめられて経営権を取り上げられ、三井率いる東洋興業の社員に甘んじる羽目となる。
多角経営に乗り出した三井は念願のキャバレー「龍宮」の権利を手に入れ、限界ギリギリのサービス「ジャングルバンプ」の導入で店を大繁盛に導く。しかしライバル店を経営する山脇興業の密告により「龍宮」は営業停止処分を受け、さらにホステスやボーイを次々引き抜かれる。三井らは処分を逆手に取り、2号店の出店を計画するが、山脇に先手を打って物件を押さえられたうえ、暴力によって「龍宮」の権利や金融業者としての債権の約束手形を奪われ、全財産を失う。3人は逆転のため一計を案じる。
大五郎と勝男は山脇興業が抑えた物件内に押し入り、山脇興業社長・山脇喜久丸の葬儀のまねごとを始め、大音量で読経のテープを流す。山脇の手下たちが彼らに襲いかかっているすきに、三井は山脇ビルに忍び込み、奪われた権利書や手形を取り戻す。3人は落ち合うが、三井は「銭は頭で稼ぐもんや」と告げてひとりで自動車に乗って走り去り、大五郎と勝男は走って三井をいつまでも追いかけるのだった。

## キャスト
- 三井 住友：梅宮辰夫
- 小岩大五郎：室田日出男
- 六条勝男 ：川谷拓三
- 中沢圭子：橘麻紀
- 民子：荒木雅子
- 麻耶：中島葵
- 洋子：一の瀬玲奈
- カオル：女屋美和子
- ヒロシ：成瀬正
- 川原：野口貴史
- 飯島：唐沢民賢
- 古賀徳三：志賀勝

- 上司：中村錦司
- 刑事：岩尾正隆
- 木村：疋田泰盛
- 井口：松本泰郎
- 笹木俊夫
- 東：秋山勝俊
- チンピラ：片桐竜次
- 古閑達則
- 志茂山高也
- 久野：宮城幸生
- 山田良樹
- 亀田照男：鳥居敏彦
- 森源太郎
- 奈辺悟
- 小坂和之
- 新居芳行
- 畑中伶一
- 壬生新太郎
- 千秋：丸平峰子
- 紅かおる
- 真弓：初美良子
- 富永佳代子
- 河野ひとみ
- 岡嶋艶子
- ノンクレジット
  - ヤクザ：福本清三、友金敏雄、鳥巣哲生、白井孝史

- 林：笑福亭鶴光
- 山脇喜久丸：川合伸旺
- 中沢和平：殿山泰司
- 前田：山城新伍

## スタッフ
- 監督：中島貞夫
- 企画：佐藤雅夫
- 脚本：松本功、山本英明、中島貞夫
- 撮影：増田敏雄
- 音楽：広瀬健次郎
- 照明：北口光三郎
- 録音：荒川輝彦
- 美術：竹川輝夫
- 編集：市田勇
- 助監督：篠塚正秀
- 装置：吉岡茂一
- 装飾：松原邦四郎
- 背景：平松啓一郎
- 演技事務：森村英次
- 記録：石田照
- 擬闘：土井淳之祐
- 美粧：田中利男
- 結髪：福本るみ
- 衣装：高泰彦司
- スチール：中山健司
- 進行主任：野口忠志

## 製作
事実上の企画者は東映社長・岡田茂。『映画時報』1975年8月号には「若山富三郎の『極道社長』。山城新伍とのコンビも復活するでしょう」と、若山主演作の「極道シリーズ」の一作として企画されていたことが紹介されている。
監督の中島貞夫によれば、「セコい金儲けや、話が目まぐるしく急展開するあたりが（引用中：梅宮辰夫主演の）『不良番長』シリーズに通じる部分があり、そのため梅宮主演で何とか」という話があったという。中島は「室田日出男と川谷拓三で何か出来ないか」、つまりピラニア軍団を売り出したいと考えた。「梅宮だけでは持たないから」「室田と川谷で、みっともないシノギでメシを喰う男の話」を構想した。
中島とともに脚本を手掛けた松本功と山本英明はかつて梅宮主演の『不良番長』シリーズを担当している。
梅宮演じる主人公がキャバレー王を目指す展開は、福富太郎をイメージしている。

## 評価
本作は中島監督の前作『暴力金脈』のような実録映画とはみなされていないが、実録路線過渡期に誕生した異色企画のひとつとは位置づけられている。なお、中島は本作を「東映のいきづまり企画」と述べている。　
映画の封切りは、室田や川谷がブレイクしたことで知られる日本テレビのテレビドラマ『前略おふくろ様』の放送開始とほぼ同時だった。

## エピソード
- 室田と川谷演じる人物が作中で最初に葬祭業を始めるが、当時実際に東映本社が葬祭業に進出しようとしていたとされる[5]。
- 梅宮の役名「三井 住友」は公開当時の実在の企業グループ2社に由来する[6]が、この2社はのちに実際に経営統合している。